# Boeberoides grandiflora
Boeberoides grandiflora là một loài thực vật có hoa trong họ Cúc. Loài này được (DC.) Strother mô tả khoa học đầu tiên năm 1986.